# Echo-Pass
Der Echo-Pass ist ein 305 m hoch gelegener Gebirgspass auf Südgeorgien im Südatlantik. Auf der Thatcher-Halbinsel liegt er 2,5 km südwestlich von Grytviken in der Gebirgskette, die sich vom Mount Hodges nach Südwesten erstreckt. Der Pass ist Teil einer der Verbindungsroute zwischen Grytviken und dem Kopfende der Cumberland West Bay an.
Der deutsche Arzt und Forschungsreisende Ludwig Kohl-Larsen (1884–1969) trug den Namen des Passes in eine von ihm im Zuge der Zweiten Deutschen Antarktisexpedition (1911–1912) unter Wilhelm Filchner erstellte Landkarte Südgeorgiens ein. Die Benennung geht vermutlich auf die ersten Walfänger zurück, die in den Gewässern um Südgeorgien tätig waren.